# Tozama daimjó

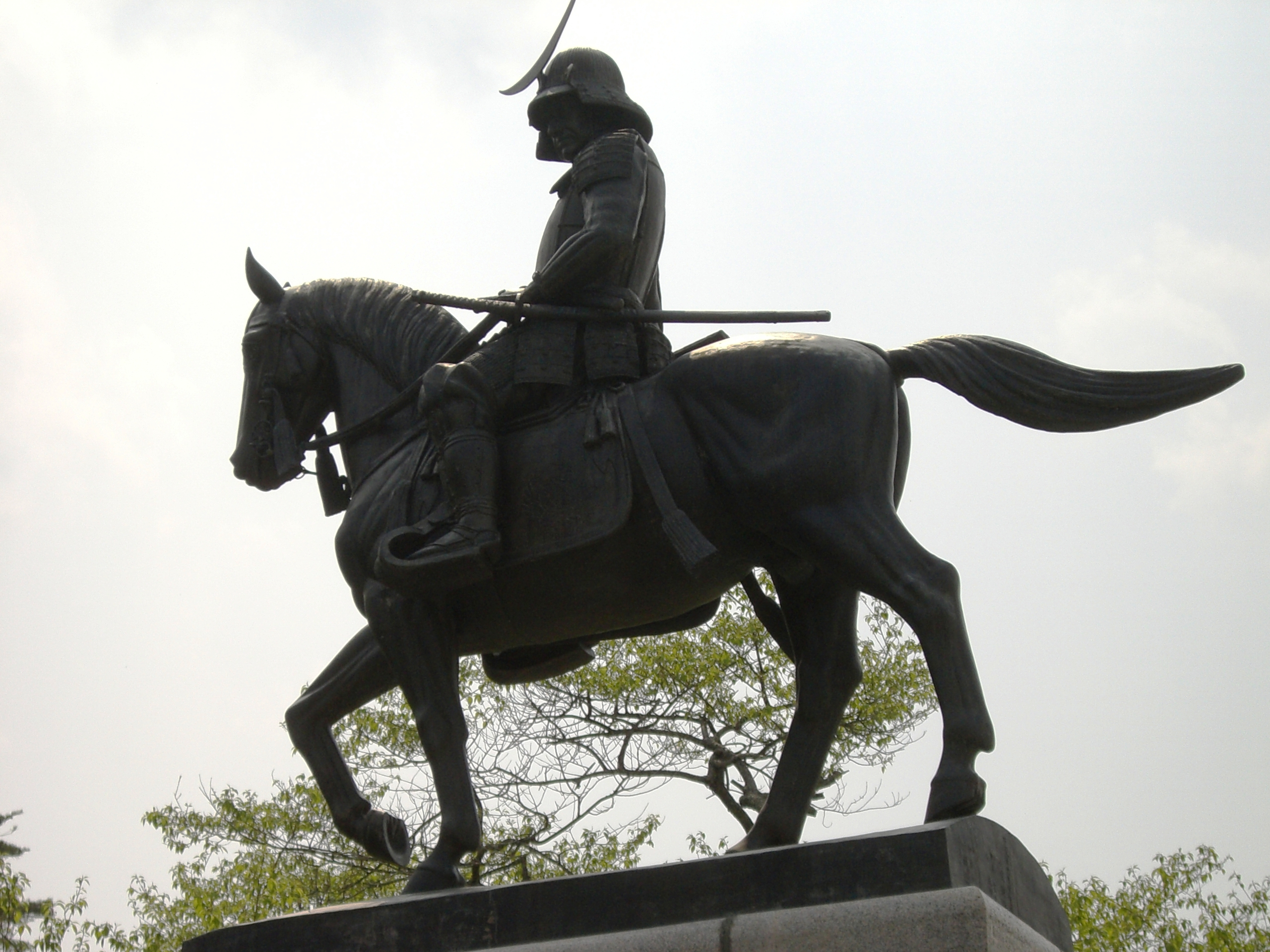
Date Maszamune egyike volt a legjelentősebb tozama daimjóknak

A tozama daimjó (外様大名; Hepburn: tozama-daimyō, ’külső daimjó’) azokat a daimjókat jelölte, akiket a bakufu kívülállónak tekintett. A kifejezést a Kamakura-korban kezdték használni, egészen az Edo-kor végéig. Végül két tozama daimjó család, a Móri és a Simazu döntötte meg a sógunátust a Bosin-háborúban.

## Edo-kor
Az Edo-bakufu azokat tekintette tozamának, akik a szekigaharai csata után fogadtak hűséget Tokugava családnak. Közöttük voltak olyanok is, akik Tokugava Iejaszu oldalán harcoltak vagy távol maradtak a harctól. Ők rendelkeztek a legnagyobb hanokkal, sokkal nagyobbal, mint a hűséges fudai daimjók, ezért többjük birtokait lecsökkentették. Bár jelentős pénzügyi bevételeik voltak, kormányzati pozíciókat nem tölthettek be. A szankin kótai politika miatt egy évet mindig Edóban kellett tölteniük miután egy évet birtokaikon voltak. Ez elejét vette a lázadásoknak és hatalmas költségei miatt a tartalékfelhalmozásnak is.
1602-ben 119 darab tozama daimjó család volt, ami a Meidzsi-restauráció idejére 97-re csökkent. A legjelentősebb tozama család a Maeda volt (1 millió koku jövedelemmel), rajtuk kívül a fontosabbak voltak még a csósúi Mórik, a szacumai Simazuk, a szendai Daték, a jonezavai Ueszugik és az avai Hacsiszukák.
A Meidzsi-restaurációt megelőzően, a bakumacu idején a Tokugavák megpróbáltak nyitni a tozamák felé, többeknek kormányzati pozíciót biztosítva, ez azonban elkésett lépés volt. Szacuma és Csósú szövetségre lépett és polgárháborúban, fegyveresen megdöntötte a sógunátus uralmát. Az újonnan létrejövő kazoku arisztokráciában az innen érkezők élvezték a legnagyobb befolyást évtizedeken keresztül.